# Bartramia calcarea
Bartramia calcarea là một loài rêu trong họ Bartramiaceae. Loài này được Bruch & Schimp. mô tả khoa học đầu tiên năm 1842.